# マダラの騎士像
マダラの騎士像は、ブルガリア北東部シュメン州のシュメンの東、マダラ高原の崖に刻まれた中世初期の巨大なレリーフである。1979年にユネスコの世界遺産に登録された（ID43）。縦2.5 m、横3 mという巨大さもさることながら、それが周りに足場のない地上20m以上の高さに刻まれている点に特色がある。制作方法等は未解明である。

## 概要
レリーフは高さ100mの断崖の地上23m付近に刻まれている。騎士は右向きで、馬の足元に横たわるライオンに槍を突き刺している。ワシが騎士の前を飛び、犬が騎士の後ろに従っている。この情景は、象徴的な形で戦勝を描いていると見なされている。
この記念碑は710年頃に描かれたと推測されているが、これはつまりブルガール人のハーンであったテルヴェル（Tervel）の治世下の制作であることを意味する。そして、この線で理解した場合、描かれている騎士はテルヴェル自身で、7世紀末にブルガリア北部に居を定めて、現在のブルガリア人に連なる土着のスラブ人たちとまじわったブルガール人たちの遺産であるという仮説が支持されることになる。
ただし、後述の碑文の問題から、もう少し時代を下らせる見解があるほか、古代トラキア人に結び付けて、トラキア人の神を描いたとする仮説や、聖ゲオルギウスを描いたものだとする説などもある。

## 碑文
この騎士像の周りには、中世のギリシャ語で3つの断片的な碑文が記されている。それは、この時期のブルガリア史を考察する上で重要な情報を含んでいる。
ブルガリアの古典学者Veselin Beshevlievとその著『原ブルガリア人』によれば、3つのうち最古の碑文はテルヴェル（在位695年 - 721年）のもので、騎士像もその頃に描かれたものだという。あと2つの碑文は、その後のハーンのクルム（在位796年 - 813年頃）とオムルタグ（在位814年 - 831年）に関わるもので、在位の順に刻まれたのだろうという。

## 登録基準
この世界遺産は世界遺産登録基準のうち、以下の条件を満たし、登録された（以下の基準は世界遺産センター公表の登録基準からの翻訳、引用である）。
- (1) 人類の創造的才能を表現する傑作。
- (3) 現存するまたは消滅した文化的伝統または文明の、唯一のまたは少なくとも稀な証拠。